# Derwin James
Derwin James Jr. (Haines City, 3 agosto 1996) è un giocatore di football americano statunitense che milita nel ruolo di safety per i Los Angeles Chargers della National Football League (NFL).

## Carriera universitaria
Al college James giocò a football con i Florida State Seminoles dal 2015 al 2017, diventando titolare già a partire dalla sua prima stagione. Dopo avere disputato solo due gare nella seconda per infortunio, nel 2017 mise a segno 84 tackle e 2 intercetti, optando a fine anno per rinunciare agli ultimi due anni nel college football e passare tra i professionisti.

## Carriera professionistica
Il 26 aprile 2018 James fu scelto come 17º assoluto nel Draft NFL 2018 dai Los Angeles Chargers. Debuttò come professionista partendo come titolare nella gara del primo turno contro i Kansas City Chiefs mettendo a segno 3 placcaggi e un sack su Patrick Mahomes. Nel quarto turno mise a segno un altro sack contro i San Francisco 49ers e nel finale forzò l'intercetto decisivo su C.J. Beathard che diede la vittoria ai Chargers. A fine stagione fu convocato per il suo primo Pro Bowl ed inserito nel First-team All-Pro dopo avere concluso con 105 placcaggi, 3,5 sack e 3 intercetti.
Il 15 agosto 2019 fu rivelato che James aveva una frattura da stress al piede destro, tenendolo fuori dai campi di gioco per tre mesi. Tornò nel roster attivo il 30 novembre 2019 e concluse la stagione con 5 presenze.
Il 31 agosto 2020 il giocatore tornò ad essere colpito dalla sfortuna, rompendosi il menisco durante il training camp, venendo costretto a uno stop dai 6 agli 8 mesi e perdendo l'intera annata.
Nel 2021 James fu convocato per il suo secondo Pro Bowl dopo avere fatto registrare 118 placcaggi, 2 sack e 2 intercetti.
Alla fine di novembre 2022, James fu premiato come miglior difensore della AFC del mese grazie a 37 placcaggi, 2 sack, 2 fumble forzati e un intercetto. A fine stagione fu convocato per il suo terzo Pro Bowl e inserito nel Second-team All-Pro dopo avere chiuso con 115 tackle, 4 sack e 2 intercetti.
Nel penultimo turno della stagione 2024, James fece registrare due sack e un fumble recuperato nella vittoria sui New England Patriots che qualificó i Chargers ai playoff. A fine stagione fu inserito nel Second-team All-Pro.

## Palmarès
- Convocazioni al Pro Bowl: 3

2018, 2021, 2022
- First-team All-Pro: 1

2018
- Second-team All-Pro: 2

2022, 2024
- Difensore della AFC del mese: 2

novembre 2022, dicembre 2024/gennaio 2025
- PFWA All-Rookie Team - 2018